# Frank Lebœuf
Franck Alain James Lebœuf (Marseille, 22 januari 1968) is een voormalig Frans voetballer die als verdediger speelde.

## Clubcarrière
Lebœuf begon zijn loopbaan in 1988 bij Stade Lavallois. Van 1991 tot 1996 speelde hij bij RC Strasbourg. Hij ging naar Engeland waar hij tot 2001 voor Chelsea FC speelde. Na twee seizoenen voor Olympique Marseille gespeeld te hebben ging hij in 2003 naar Qatar waar hij voor Al-Sadd SC (tot 2004) en Al-Wakrah SC (tot 2005) speelde.

## Interlandcarrière
Met het Frans voetbalelftal, waarvoor hij 50 wedstrijden speelde, werd hij wereldkampioen in 1998, Europees kampioen in 2000 en won hij de Confederations Cup 2001. Onder leiding van bondscoach Aimé Jacquet maakte hij zijn debuut voor de nationale A-ploeg op 22 juli 1995 in de vriendschappelijke wedstrijd tegen Noorwegen (0-0) in Oslo, net als Claude Makélélé (FC Nantes). Hij viel in dat duel na 68 minuten in voor Paul Le Guen.

## Erelijst
Als speler
 RC Strasbourg
- UEFA Intertoto Cup: 1995

 Chelsea FC
- FA Cup: 1997, 2000
- League Cup: 1998
- FA Community Shield: 2000
- Europacup II: 1998
- UEFA Super Cup: 1998

 Al-Sadd SC
- Qatari League: 2003/04

 Al-Wakrah SC
- Qatar Sheikh Jassem Cup: 2005

 Frankrijk
- Wereldkampioenschap voetbal: 1998
- Europees kampioenschap voetbal: 2000
- FIFA Confederations Cup: 2001

Onderscheidingen
- Chevalier of the Légion d'honneur: 1998